# Jarząbkowo (gromada)
Jarząbkowo – dawna gromada, czyli najmniejsza jednostka podziału terytorialnego Polskiej Rzeczypospolitej Ludowej w latach 1954–1972.
Gromady, z gromadzkimi radami narodowymi (GRN) jako organami władzy najniższego stopnia na wsi, funkcjonowały od reformy reorganizującej administrację wiejską przeprowadzonej jesienią 1954 do momentu ich zniesienia z dniem 1 stycznia 1973, tym samym wypierając organizację gminną w latach 1954–1972.
Gromadę Jarząbkowo z siedzibą GRN w Jarząbkowie utworzono – jako jedną z 8759 gromad na obszarze Polski – w powiecie gnieźnieńskim w woj. poznańskim, na mocy uchwały nr 19/54 WRN w Poznaniu z dnia 5 października 1954. W skład jednostki weszły obszary dotychczasowych gromad Czechowo, Jarząbkowo i Malczewo, ponadto miejscowości Mierzewo i Józinki z dotychczasowej gromady Mierzewo oraz miejscowość Grotkowo z dotychczasowej gromady Jelitowo – ze zniesionej gminy Niechanowo w tymże powiecie. Dla gromady ustalono 13 członków gromadzkiej rady narodowej.
1 stycznia 1962 z gromady Jarząbkowo wyłączono miejscowości Józinki, Malczewo i Mierzewo, włączając je do gromady Niechanowo w tymże powiecie, po czym gromadę Jarząbkowo zniesiono, a jej (pozostały) obszar włączono do gromady Żydowo w tymże powiecie.